# New England Shipbuilding Corporation

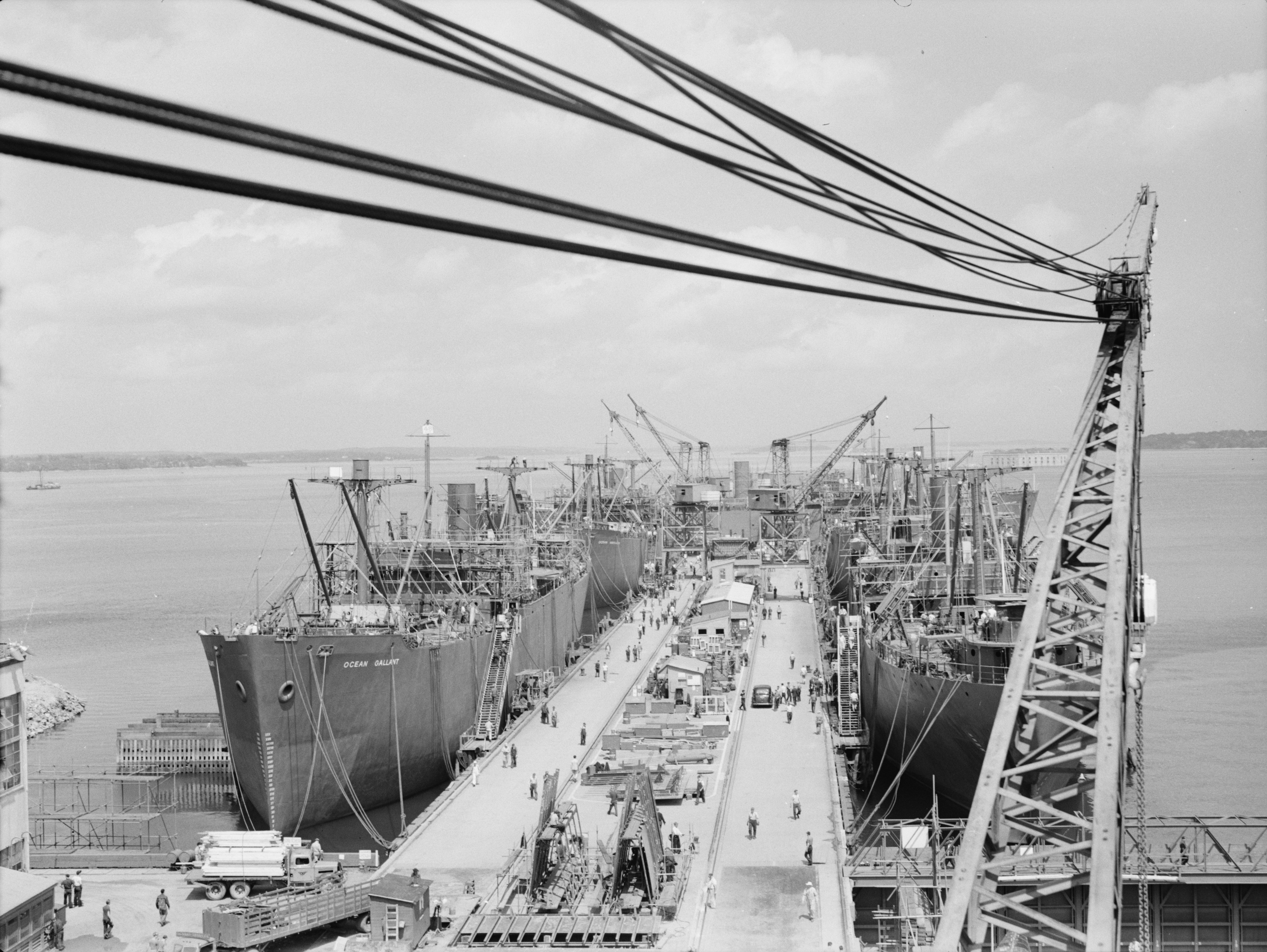
Die Schiffe des Massenstapellaufs am Ausrüstungskai

Die New England Shipbuilding Corporation war eine Werft in South Portland, Maine, USA.  Sie wurde am 1. April 1943 durch Fusion der Todd-Bath Iron Shipbuilding Corporation und der South Portland Shipbuilding Corporation gegründet.

## Geschichte
Um die Schiffsverluste im Zweiten Weltkrieg auszugleichen, wurden in South Portland zwei Werften gegründet. Die Todd-Bath Iron Shipbuilding Corporation nahm im Dezember 1940 und die South Portland Shipbuilding Corporation im Frühling 1941 ihre Produktion auf. Am 1. April 1943 fusionierten die beiden zur New England Shipbuilding Corporation. Die Todd-Bath Iron Shipbuilding Corporation wurde zur East Yard, die New England Shipbuilding Corporation zur West Yard. Nach dem Krieg wurde die New England Shipbuilding Corporation wieder aufgelöst. Auf dem Höhepunkt der Produktion beschäftigten die Werften 30.000 Mitarbeiter.
Die New England Shipbuilding Corporation belegte im Wert der militärischen Produktionsaufträge des Zweiten Weltkriegs den 97. Platz unter den US-Unternehmen.

### East Yard
Im East Yard wurden insgesamt 154 Schiffe gebaut. 30 waren Transportschiffe der Ocean-Klasse für die Royal Navy, 124 waren Liberty-Frachter, die für die United States Maritime Commission im Rahmen des Emergency Shipbuilding Program gefordert waren. Am 20. Dezember 1940 fand der erste Stapellauf der Ocean Liberty statt.

### West Yard
Im West Yard wurden von Anfang an Liberty-Frachter gebaut. Bis 1945 112 Einheiten. Am 15. März 1942 fand der erste Stapellauf der John Davenport statt. Die am 19. Juni 1943 vom Stapel gelaufene Jeremiah O’Brien ist bis heute erhalten.